# Shine We Are! (chanson)
Singles de BoA
Jewel Song
(2002) Double
(2003)
Shine We Are! est le 10e single de BoA sorti sous le label Avex Trax le 14 mai 2003 au Japon. Il atteint la 2e place du classement de l'Oricon et reste classé 14 semaines pour un total de 144 264 exemplaires vendus. La chanson Shine We Are! se trouve sur l'album Love and Honesty.

## Liste des titres
| 1. | Shine We Are!                      |  |
| 2. | Earthsong                          |  |
| 3. | Valenti (Junior Vasquez Radio Mix) |  |
| 4. | Shine We Are! (Instrumental)       |  |
| 5. | Earthsong (Instrumental)           |  |